# Aliabad
Aliabad (persisch اعلي اباد), auch als Aliabad-e Katul bekannt, ist eine Stadt in der Provinz Golestan im Iran. Sie befindet sich östlich von Gorgan. Die Einwohner von Aliabad sprechen einen Dialekt der Masanderanischen Sprache namens Katoli.

## Geografie
Die Stadt liegt an einem Berghang des Elburs-Gebirge zwischen Gorgan und Azadschahr. In der Nähe der Stadt befindet sich der Wasserfall Kaboud-val. In der Nähe liegen verschiedene wie Dörfer Kholin Darreh, Chinou, Alestan und Mayan.

## Bevölkerungsentwicklung
| Jahr | Einwohnerzahl |
| ---- | ------------- |
| 1996 | 41.397        |
| 2006 | 46.822        |
| 2011 | 49.804        |
| 2016 | 52.838        |